# マイケル・W・スミス

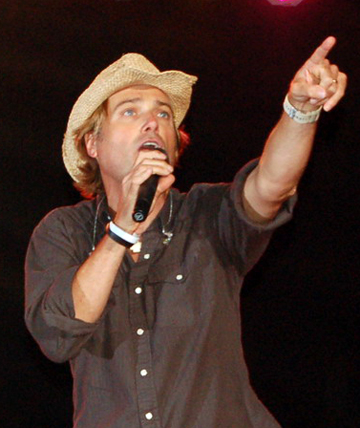
マイケル・W・スミス（2005年）

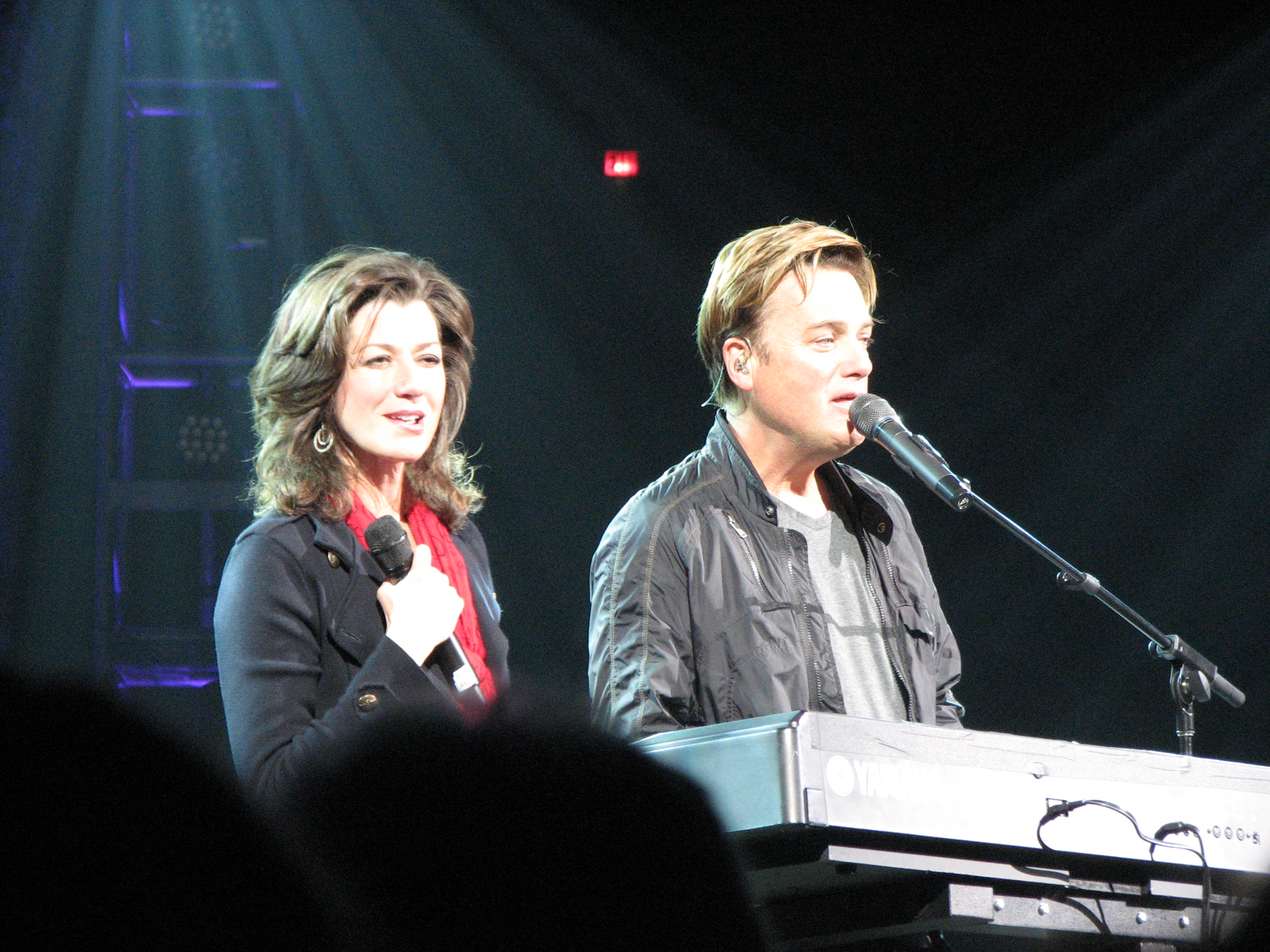
エイミー・グラント (左)とマイケル・W・スミス

マイケル・W・スミス（Michael W. Smith、1957年10月7日 - ）は、アメリカ合衆国の歌手。
スミスは、中西部ウエスト・バージニア州で、ケンタッキー州の石油精製業に従事する労働者の父と、ケータリング業の母親との間に生まれた。彼は10歳の時に、宗教的神秘体験を経験した。
アメリカのコンテンポラリー・クリスチャン・ミュージック界の有名歌手で、過去にグラミー賞を3回、ドーブ賞（クリスチャン音楽のグラミー賞と言われるもので、ゴスペル音楽協会が主催）を45回受賞しており、クリスチャンにとっては重要な歌手である。

## ディスコグラフィ

### スタジオ・アルバム
- Michael W. Smith Project (1983年)
- Michael W. Smith 2 (1984年)
- The Big Picture (1986年)
- i 2 (EYE) (1988年)
- 『クリスマス』 - Christmas (1989年)
- 『ゴー・ウエスト・ヤング・マン』 - Go West Young Man (1990年)
- 『チェンジ・ユア・ワールド』 - Change Your World (1992年)
- I'll Lead You Home (1995年)
- 『リヴ・ザ・ライフ』 - Live the Life (1998年)
- Christmastime (1998年)
- This Is Your Time (1999年)
- Freedom (2000年)
- Healing Rain (2004年)
- Stand (2006年)
- It's a Wonderful Christmas (2007年)
- Wonder (2010年)
- Glory (2011年)
- Hymns (2014年)
- Sovereign (2014年)
- The Spirit of Christmas (2014年)
- Hymns II – Shine on Us (2016年)
- A Million Lights (2018年)
- Still, Volume 1 (2020年)
- Worship Forever (2021年)

### 代表的なシングル曲
- "Place in This World" (1991年) ※全米最高6位
- "I Will Be Here for You" (1992年) ※後に槇原敬之がカバー

## 関連人物
- エイミー・グラント